# Awdiejewo (rejon wołogodzki)
Awdiejewo (ros. Авдеево) – wieś w Rosji, w rejonie wołogodzkim obwodu wołogodzkiego. W 2010 r. liczyła 2 mieszkańców.